# Hector Treub

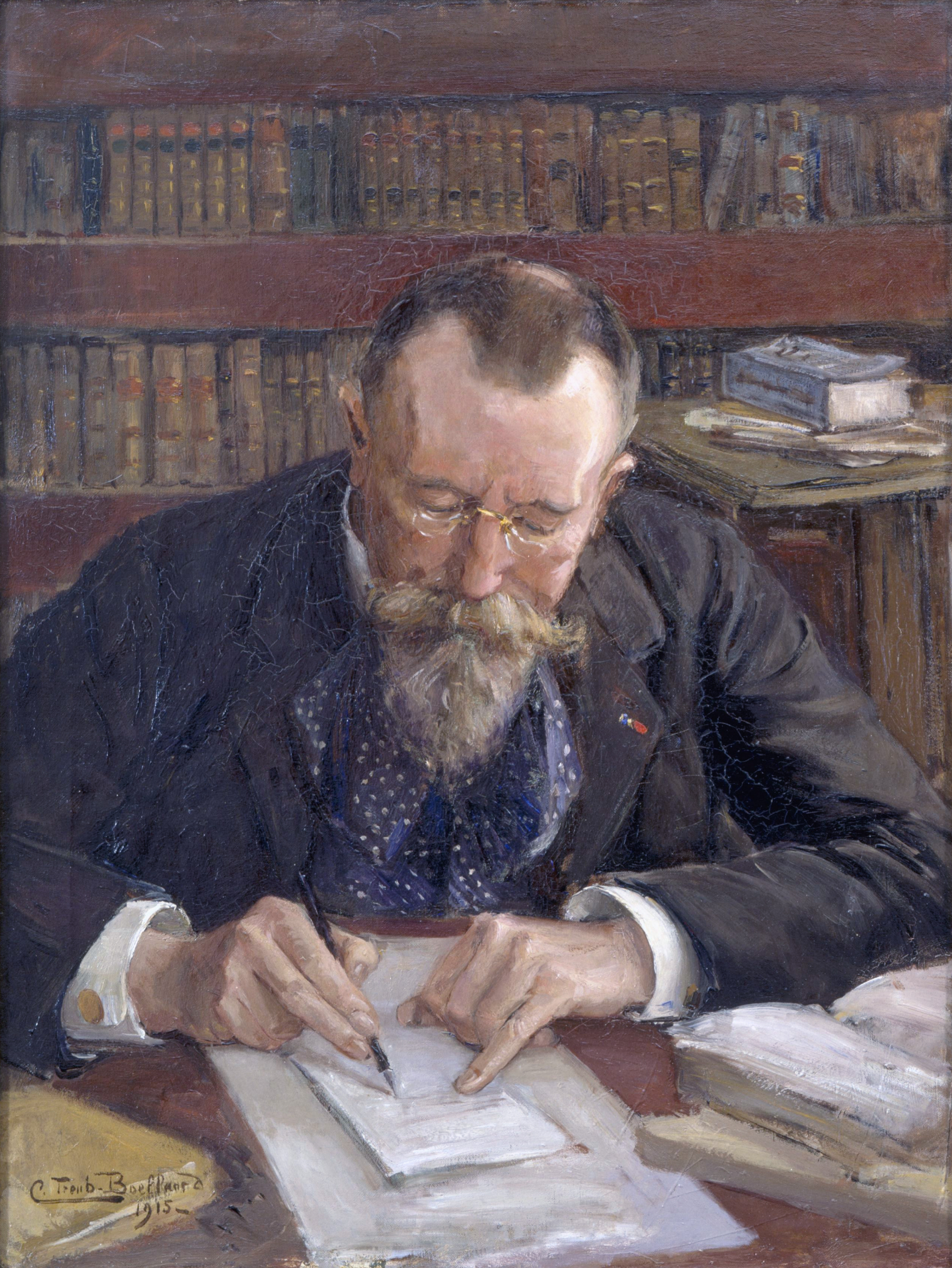
Hector Treub (door Corrie Boellaard, 1915)

Hector Treub (Voorschoten, 1 augustus 1856 – Amsterdam, 7 april 1920) was, na de Leidse HBS en een studie in Leiden, vanaf 1886 hoogleraar verloskunde in Leiden en vanaf 1896 in Amsterdam. Hij volgde er zijn vroeg overleden collega en vriend Van der Meij op en maakte diens droom, een nieuwe Vrouwenkliniek, waar. Treub kreeg in 1898 hierover de leiding.
Treub kwam op voor vrouwen. Hij zette zich in voor een betere wettelijke en sociale positie. Ook maakte hij zich sterk voor (hoger) onderwijs aan hen. De eerste Nederlandse vrouwelijke arts Aletta Jacobs en hij werden zeer geraakt door vaak kommervolle vrouwenlevens en maakten zich sterk voor 'preventief (seksueel) verkeer' of ook wel 'facultatieve steriliteit' (1898), wat hen in die tijd niet in dank werd afgenomen. Tevens pleitte hij voor wettelijke maatregelen ter voorkoming van huwelijken van erfelijk belasten (1900).
Treub schreef veel. Een belangrijk werk was het baanbrekende Leerboek der gynaecologie (1892). Verder publiceerde hij het Leerboek der verloskunde (1898) waarvoor Van der Meij aanzetten had gegeven (eerst onder diens naam, latere herziene uitgaven verschenen onder zijn eigen naam). En hij schreef een Leerboek der gerechtelijke verloskunde (1908).
Treub was onder meer voorzitter van de Nederlandsche Maatschappij tot bevordering der geneeskunst, de federatie van beroepsverenigingen van artsen, tegenwoordig beter bekend als KNMG.
In 1907 trouwde hij met de schilderes Corrie Boellaard. Zijn oudste broer was de Indische botanicus Melchior Treub; zijn jongste broer de liberale politicus Willem Treub.
Op 13 september 1918 was Hector Treub passagier van de ramptrein bij Weesp waar hij de eerste hulpverlening organiseerde.

## Publicaties van Treub

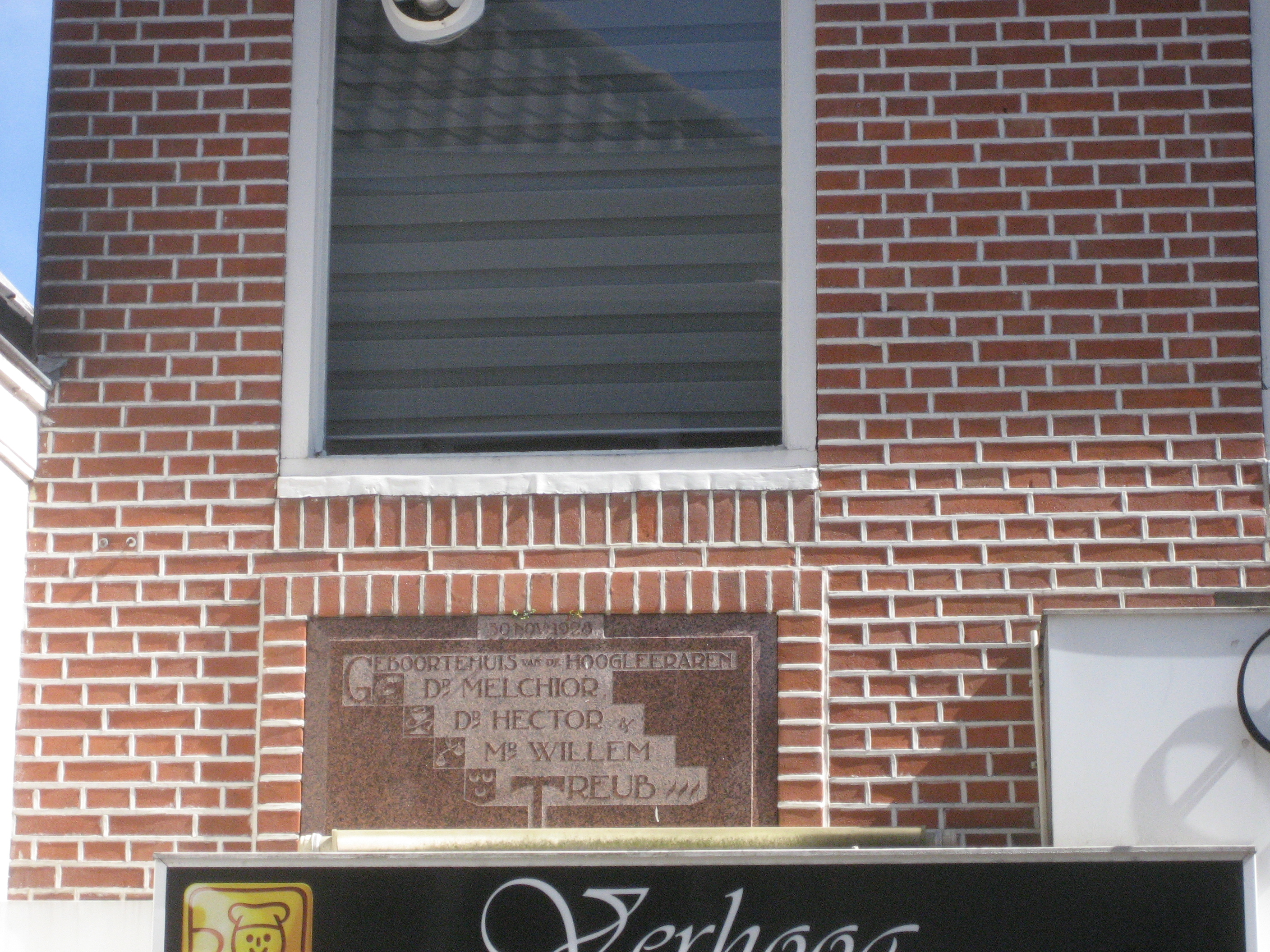
Geboortehuis van Treub in Voorschoten

- 1878 - Over reflexparalyse en neuritis migrans. Leiden, Van Doesburgh. Proefschrift
- 1881 - Handleiding voor de antiseptische wondbehandeling en bijzonder voor Lister's methode. Leiden, S.C. van Doesburgh. Vertaling naar de 4e Duitsche uitg. van J.N. Ridder von Nussbaum
- 1885 - De antiseptische wondbehandeling in haar tegenwoordigen vorm. Leiden, S.C. van Doesburgh
- 1887 - De verdiensten der Nederlanders op het gebied van de bekkenleer. Leiden, S.C. van Doesburgh. Inaugurele rede Rijks-Uniersiteit Leiden
- 1889 - Recherches sur le bassin cyphotique. Leiden, E.J. Brill
- 1890 - De vaccinedwang van het geneeskundig standpunt bezien. Leiden, L. van Nifterie Hz.
- 1890 - Concept-adres door de vier Faculteiten van geneeskunde in Nederland te richten aan Z.E. den Minister van Binnenlandse Zaken. Ondertekening: D. Doijer en Hector Treub
- 1891 - Bijdrage tot de kennis van het kyphotische bekken
- 1891 - De oorzaken van den dood bij incarceratio uteri gravidi retroflecti
- 1891 - Over fibromyomen van den uterus en derzelver operatieve behandeling
- 1891 - Bijdrage tot de anatomie en aetiologie van het spondylolisthetisch bekken
- 1892 - Leerboek der gynaecologie. I. Tekst; II. Afbeeldingen. Leiden, S.C. van Doesburgh. 2e-8e druk 1895-1928
- 1892 - Patiënt en geneesheer. Klinische les, gegeven 13 januari 1892. Leiden, S.C. van Doesburgh
- 1894 - Fibromyomen en zwangerschap. Haarlem, Bohn
- 1895 - Enteroptose, de ziekte van Glénard. Haarlem, Bohn
- 1896 - De gevaren der hedendaagsche gynaekologie. Leiden, S.C. van Doesburgh. Inaugurele rede Uniersiteit Amsterdam
- 1897 - Universität und Vaterland. Ein Wehrschrift. Amsterdam, Scheltema & Holkema
- 1897 - Le bassin dans la luxation coxo-fémorale. Leiden, S.C. van Doesburgh
- 1898 - De vrouw en de studie. Haarlem : De Erven F. Bohn. Tezamen met C. Winkler. Voordrachten en debatten, gehouden in de vergaderingen van 3 maart en 10 november 1898 van de 'Vereeniging ter behartiging van de belangen der Vrouw' te Rotterdam
- 1898 - Co-educatie bij het Hooger Onderwijs (naar aanleiding van Cox's brochure). Voordracht den 19den November gehouden in, en uitgegeven ten voordeele van de Vereeniging "Thugatêr". Amsterdam, Scheltema en Holkema
- 1898-1900 Leerboek der verloskunde. 3e herz. druk. Haarlem, De Erven Bohn, 1905.
- 1900 - Huwelijk en ziekte. Haarlem, Bohn
- 1901 - Het levensrecht der ongeboren vrucht. Strijdschriften. Haarlem, Bohn. Tezamen met H. van Oppenraay en Th.M. Vlaming
- 1901 - Art. 307bis van het wetboek van strafrecht. Leiden, E.J. Brill
- 1902 - Wat de gynaecoloog niet weet. Haarlem, Bohn
- 1903 - Medische fatsoensleer. Drie colleges. Amsterdam, Scheltema & Holkema
- 1904 - Verspreide opstellen. Haarlem, Bohn
- 1905 - Geneeskundige Huwelijkswetgeving. Haarlem, Bohn
- 1908 - Leerboek der gerechtelijke verloskunde. Haarlem, Bohn. Met A. Tak
- 1909 - De verloskundige therapie der naaste toekomst. Haarlem, Bohn
- 1910 - De wet en de abortus criminalis. Haarlem, Bohn
- 1913 - De zorg voor het moederschap. Amsterdam, Scheltema & Holkema. Rede uitgesproken bij de 281ste herdenking van den Stichtingsdag der Gemeentelijke Inrichting voor Hooger Onderwijs te Amsterdam

## Publicaties over Treub
- Nele Beyens: Immer bereid en nooit verlegen. Hector Treub, vrouwenarts in een mannenmaatschappij. Boom, 2013. ISBN 9789461058249
- G.Th.A. Calkoen: Hector Treub (1856-1920). Eigenzinnig als mens, strijdbaar voor de vrouw. Leiden, Ginkgo, 2013. ISBN 9789071256233
- K.J. Kloosterman: Hector Treub (1856-1920); een veelzijdig en geëngageerd gynaecoloog. In: J.C.H. Blom (red.): Brandpunt van geleerdheid in de hoofdstad; de Universiteit van Amsterdam rond 1900 in 15 portretten. Verloren, 1992. ISBN 9065503498
- Feestbundel opgedragen aan Hector Treub bij de feestelijke herdenking van zijn vijfentwintig-jarig professoraat door vrienden en vereerders 1887 - Leiden - Amsterdam - 1912. Leiden, Van Doesburgh, 1912